# ケーニグセグ・レゲーラ
レゲーラ（Regera）は、スウェーデンの自動車メーカー、ケーニグセグが開発したハイパーカー。2015年3月のジュネーヴモーターショーにて発表された。

## 概要
80台を限定生産する計画でドアは「ディヘドラル・シンクロ・ヘリックス・アクチュエーション・ドア」を採用している。最終的には85台のレゲーラが製造され、2017年6月13日に全ての個体が完売した。

## 仕様
ミッドシップに搭載されるエンジンは1100 ps、V型8気筒ツインターボで9.27 kWhの液冷バッテリーと3基の電動機を搭載する35 kmのEV走行が可能なプラグインハイブリッド車で内燃機関と電動機を合計した最高出力は1500 ps。
ダイレクトドライブシステムによるモ－タ－アシストを加えたシステムを搭載しており、2000 Nmのトルクを超える。

## バリエーション

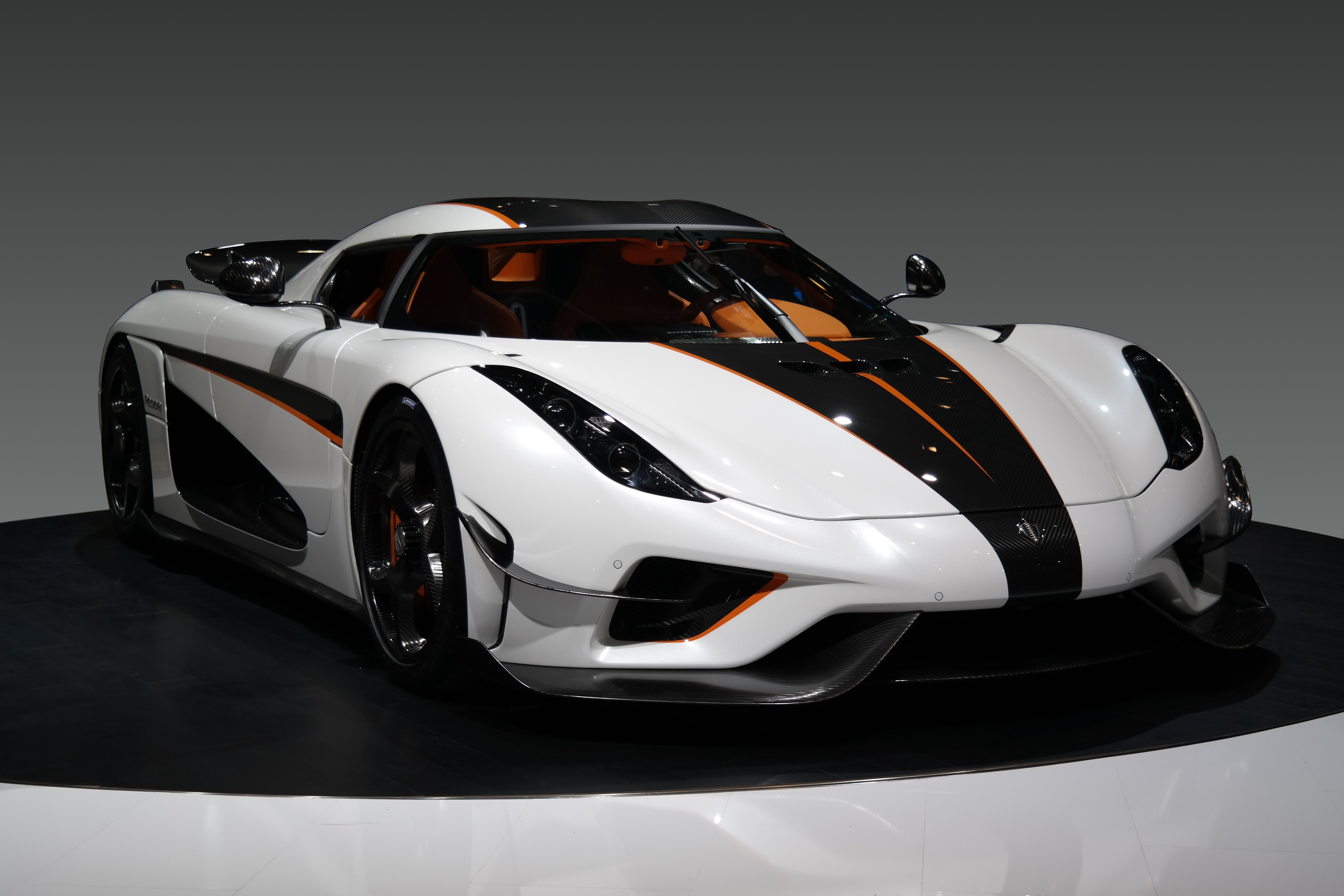
レゲーラ・ゴーストパッケージ
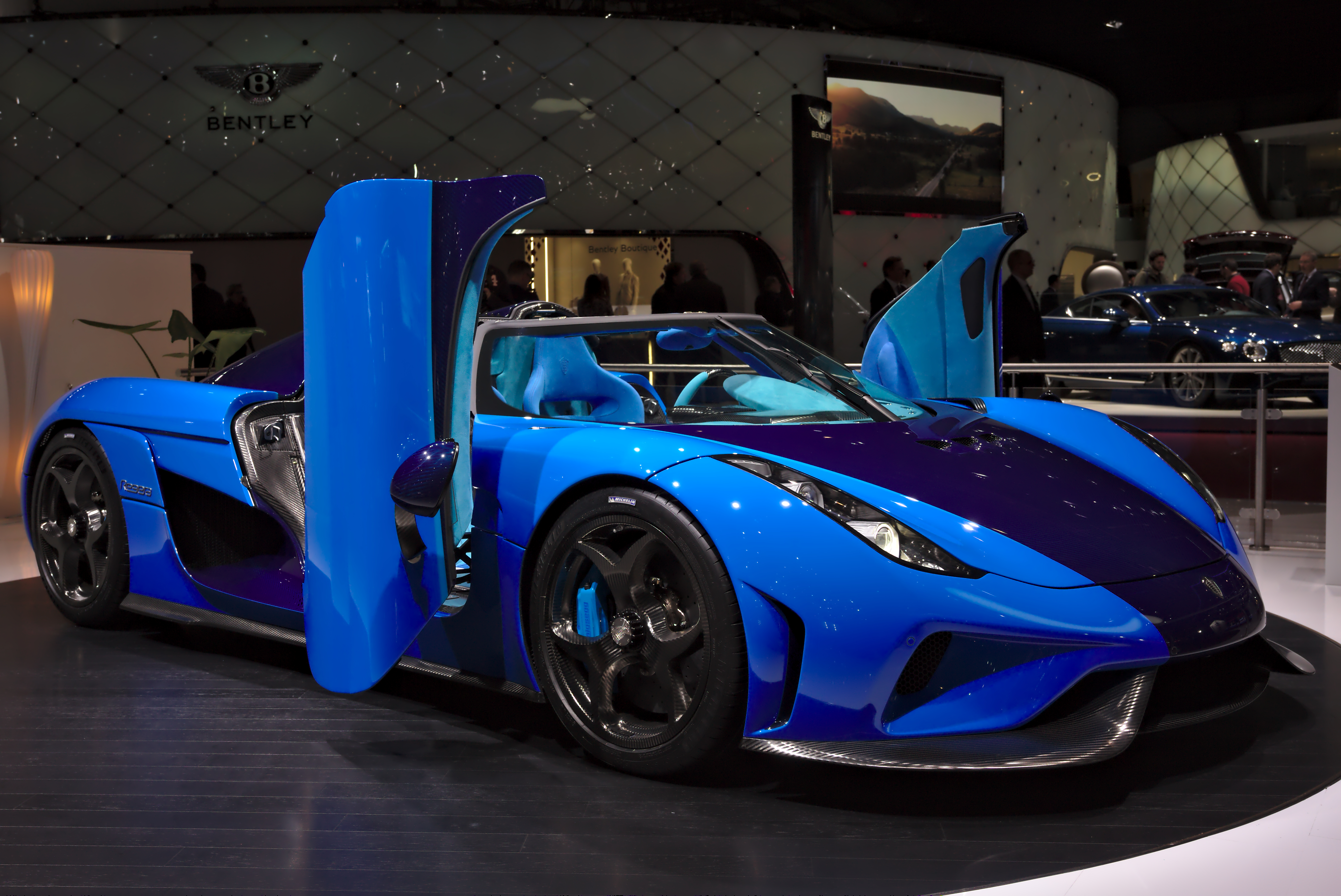
レゲーラ・デレガンス
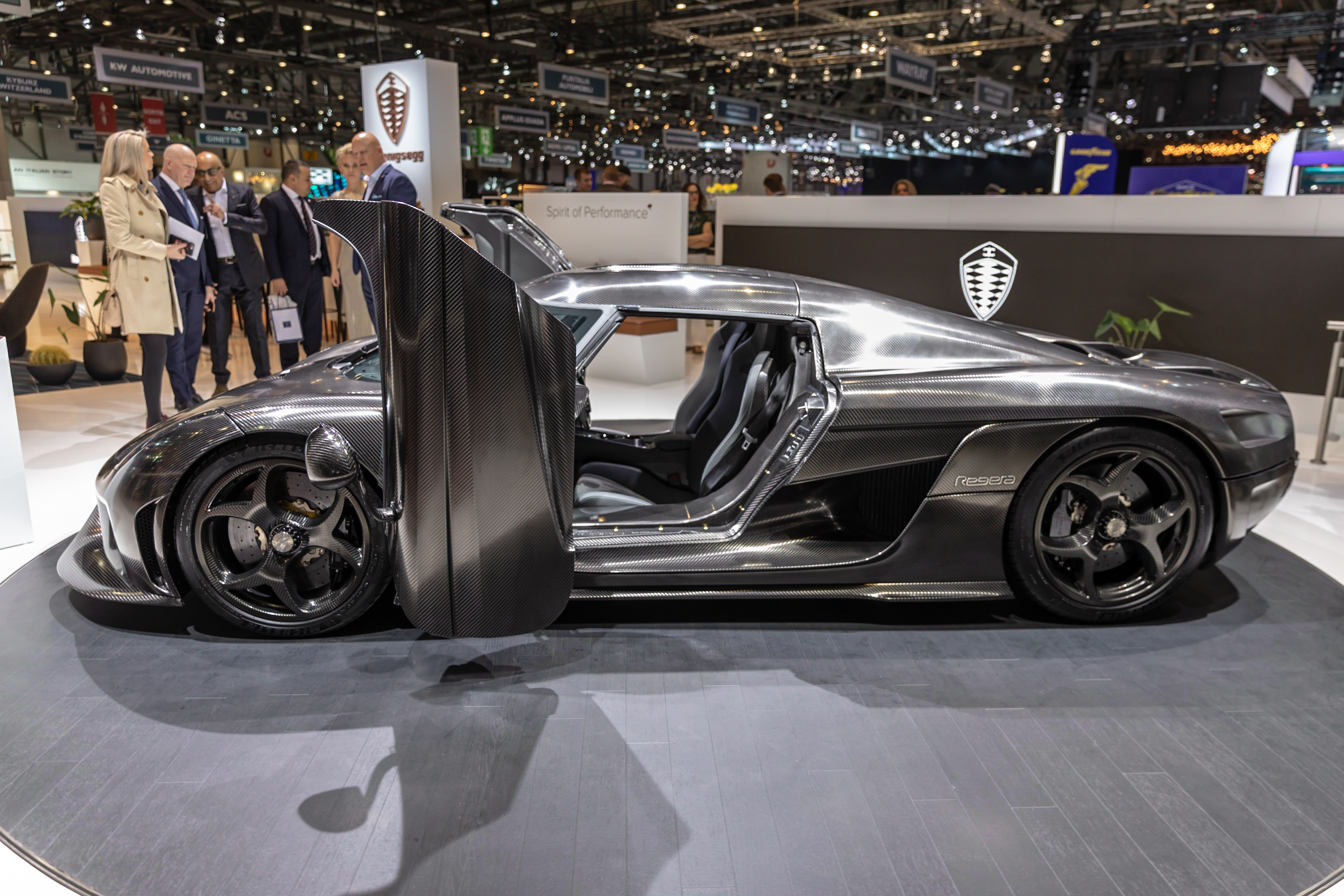
レゲーラ KNC
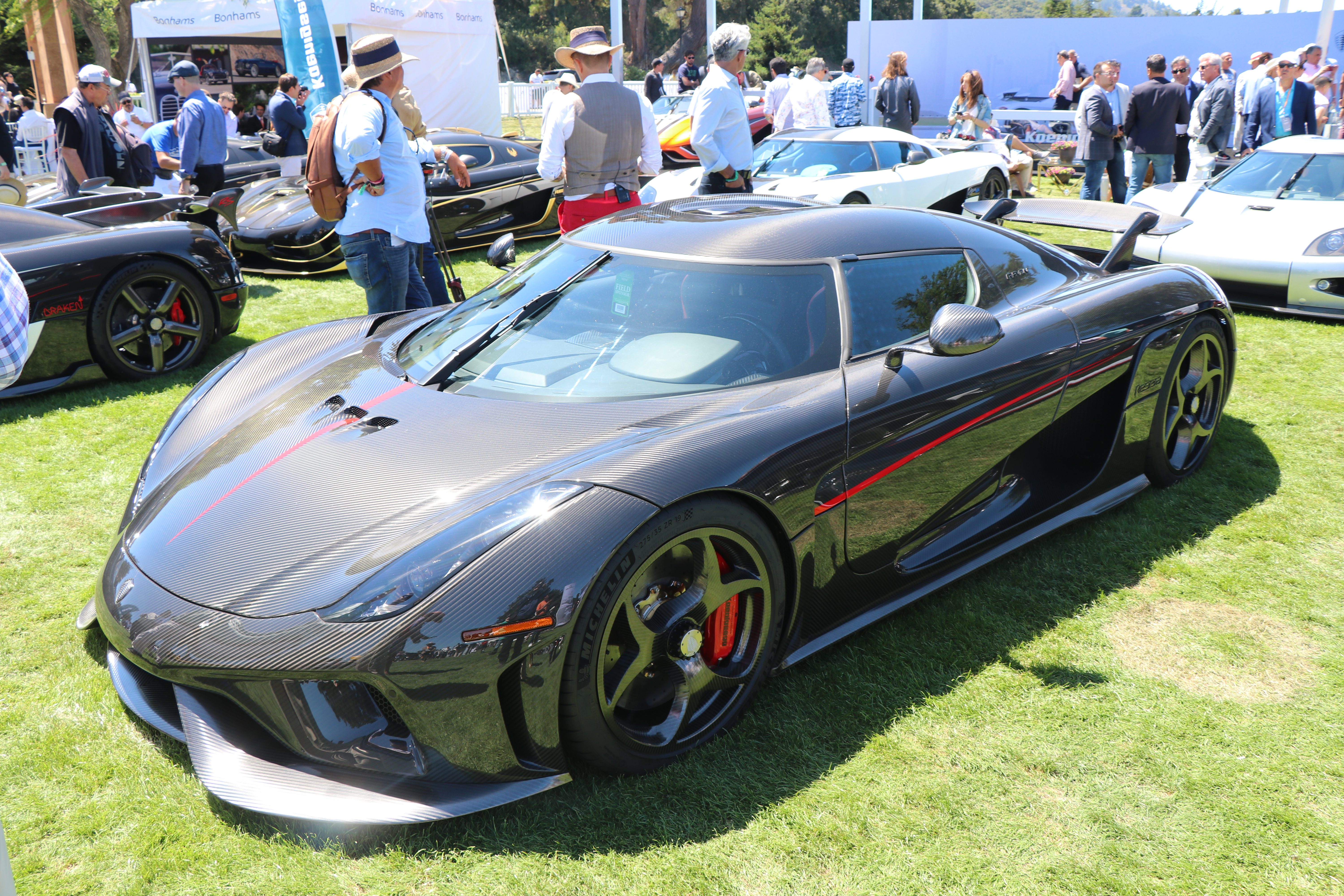
レゲーラ・Raven
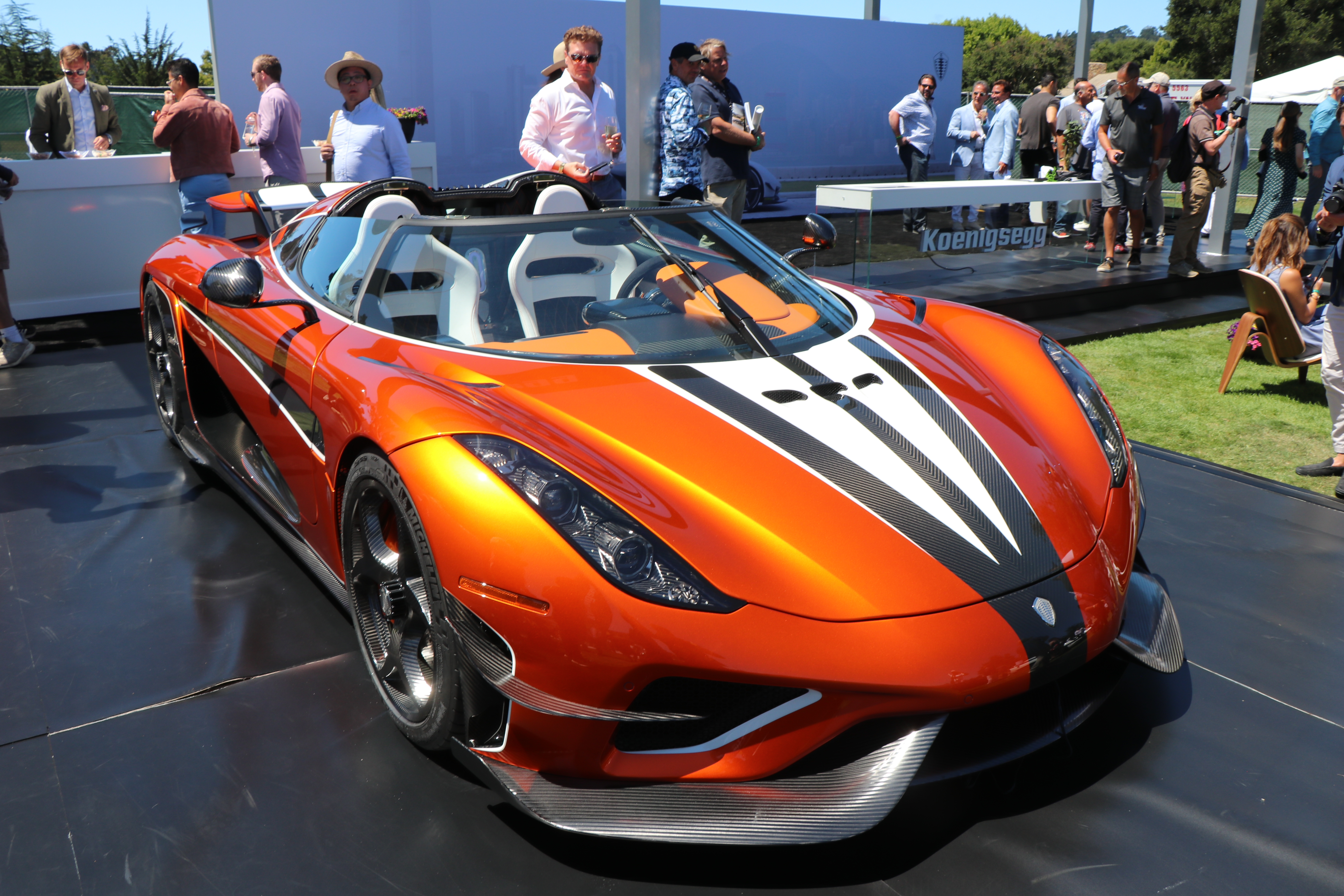
レゲーラ・Kehsare

レゲーラには顧客からの要望に答えることで誕生した特別モデルがいくつか存在している。
レゲーラ デレガンス（Regera d'Elegance ）
2018年のジュネーブモーターショーで発表されたワンオフモデル。ボディは青と紺の2色で塗装されている。シャシーNo.139。
レゲーラ KNC（Regera KNC ）
"KNC"とは「ケーニグセグ・ネイキッド・カーボン」の略称で、塗装をせず、カーボンボディむき出しのモデル。塗装を省いている分、車両重量が約20 kg軽くなっている。シャシーNo.209。
レゲーラ Raven
カーボンブラックのボディに赤色のラインが入っているモデル。シャシーNo.145。
レゲーラ Kejsare
オレンジメタリックを基調としたボディに黒と白のパターンが入っているモデル。シャシーNo.173。
レゲーラ マリン（Regera Malin ）
オールグリーンカーボンのボディを持つ個体。レゲーラの中でもかなり早めに納車された個体の1つ。シャシーNo.129。
レゲーラ by エコー（Regera by Echo ）
シャシーNo.159。
レゲーラ 168
オレンジ色のボディを持つ個体。シャシーNo.168。
レゲーラ キャスパー（Regera Casper ）
シャシーNo.184。
レゲーラ ゴールデンナイト（Regera Golden Knight ）
カーボンブラックのボディにゴールドのラインが入った個体。シャシーNo.186。
レゲーラ エレグア（Regera Elegua ）
赤と黒のツートンボディを持つ個体。シャシーNo.226。
レゲーラ ゴッサム（Regera Gotham ）
紺色のボディを持つ個体。シャシーNo.227。
レゲーラ Asger
青みがかった深い緑色のボディを持つ個体。シャシーNo.228。
レゲーラ Lejonet
カーボンブラックのボデイにオレンジ色のラインが入った個体。インテリアもラインと同じオレンジになっている。シャシーNo.231。
レゲーラ ハニー（Regera Honey ）
カーボンブラックのボディに青色のラインが入っている個体。エアロパーツなどにも青色が入っている。シャシーNo.500。
レゲーラ ゴーストパッケージ (Regera Ghost Package)
カーボンを多用し、エアロパーツを装備したモデル。
- レゲーラ・ゴーストパッケージ
- レゲーラ・デレガンス
- レゲーラ KNC
- レゲーラ・Raven
- レゲーラ・Kehsare